# C2orf68
C2orf68 (англ. Chromosome 2 open reading frame 68) – білок, який кодується однойменним геном, розташованим у людей на 2-й хромосомі. Довжина поліпептидного ланцюга білка становить 166 амінокислот, а молекулярна маса — 18 751.
| 10         |  | 20         |  | 30         |  | 40         |  | 50         |
| ---------- |  | ---------- |  | ---------- |  | ---------- |  | ---------- |
| MEAGPHPRPG |  | HCCKPGGRLD |  | MNHGFVHHIR |  | RNQIARDDYD |  | KKVKQAAKEK |
| VRRRHTPAPT |  | RPRKPDLQVY |  | LPRHRDVSAH |  | PRNPDYEESG |  | ESSSSGGSEL |
| EPSGHQLFCL |  | EYEADSGEVT |  | SVIVYQGDDP |  | GKVSEKVSAH |  | TPLDPPMREA |
| LKLRIQEEIA |  | KRQSQH     |  |            |  |            |  |            |

A: Аланін

C: Цистеїн

D: Аспарагінова кислота

E: Глутамінова кислота

F: Фенілаланін

G: Гліцин

H: Гістидин

I: Ізолейцин

K: Лізин

L: Лейцин

M: Метіонін

N: Аспарагін

P: Пролін

Q: Глутамін

R: Аргінін

S: Серин

T: Треонін

V: Валін

Задіяний у такому біологічному процесі, як альтернативний сплайсинг. 